# Technomyrmex setifer
Technomyrmex setifer é uma espécie de formiga do gênero Technomyrmex.